# Westlife
Westlife is een Ierse popgroep, die aanvankelijk bestond tussen 1998 en 2012 en sinds 2018 weer bijeen is.
De groep werd op 3 juli 1998 opgericht door Boyzone-zanger Ronan Keating, die de groep tevens als co-manager onder zijn hoede nam. De oorspronkelijke formatie bestond uit Nicky Byrne, Kian Egan, Mark Feehily, Shane Filan en Brian McFadden. Filan is de leadzanger, hoewel Feehily en McFadden deze taak in enkele nummers met hem delen. Sommige groepsleden kunnen muziekinstrumenten bespelen: Egan (drums, gitaar, piano), McFadden (gitaar, piano) en Feehily (tin-whistle, piano). Ze zijn allen tekstschrijver, hoewel hun meeste hits door andere schrijvers werden gecomponeerd. Op 9 maart 2004 verliet McFadden de band om meer tijd met zijn gezin door te kunnen brengen en om te werken aan een solocarrière. De overige leden bleven bij de groep, waardoor een kwartet ontstond.
Westlife heeft in het Verenigd Koninkrijk 14 nummer-één-hits weten te behalen en staat daarmee op de derde plaats in dat land, gedeeld met Cliff Richard, achter Elvis Presley en The Beatles. In Nederland was de groep minder populair en is het nummer Uptown Girl (cover van het nummer van Billy Joel) de grootste hit geweest: het stond 12 weken in de Nederlandse Top 40, en bereikte op haar hoogtepunt de derde positie.

## Biografie

### Oprichting (1998)
Voor de oprichting van Westlife maakten Egan, Feehily en Filan samen met de in Sligo geboren Derrick Lacey, Graham Keighron en Michael "Miggles" Garrett deel uit van de zeskoppige zanggroep "IOYOU" (soms afgekort tot "IOU"). Choreograaf Mark McDonagh was met twee anderen de manager van de groep en hun eerste single heette Together Girl Forever. Louis Walsh, de manager van de in 1993 ontstane boyband Boyzone, werd door Filans moeder op de hoogte gebracht van de band. Omdat IOYOU van Simon Cowell geen goedkeuring kreeg voor een platencontract met BMG, was het duidelijk dat er veranderingen moesten worden doorgevoerd. Twee leden van IOYOU konden vertrekken en in Dublin werden audities gehouden, waarbij Byrne en McFadden werden gekozen. Ook Michael Garrett, een van de oorspronkelijke bandleden, moest de groep verlaten. De nieuwe groep, die op 3 juli 1998 werd opgericht, kreeg de nieuwe naam "Westside", maar omdat deze naam al door een andere band werd gebruikt, veranderde het naar Westlife. Boyzone-zanger Ronan Keating nam samen met Walsh het co-managementschap op zich.

### Vertrek Brian McFadden (2004)
Op 9 maart 2004, de groep had inmiddels vijf albums uitgebracht en zou drie weken later aan hun vierde wereldtour beginnen, verliet Brian McFadden de groep om meer tijd met zijn gezin door te kunnen brengen en te werken aan een solocarrière. Op die dag werd een persconferentie gehouden waarin alle bandleden een persoonlijke toespraak hielden. McFadden's laatste optreden met Westlife vond plaats op 27 februari 2004 in de nachtclub "Newcastle Upon Tyne's Powerhouse". Samen met tekstschrijver Guy Chambers (bekend van Robbie Williams' succesalbum Escapology) zette hij vervolgens een solocarrière op poten onder zijn oorspronkelijke naam Brian; met Westlife trad hij altijd op als "Bryan". Zijn eerste single, Real to me werd een nummer één hit in het Verenigd Koninkrijk, en stond zeven weken in de Nederlandse Top 40, waar die piekte op de 16e positie. Kort daarna bracht McFadden zijn eerste solo-album uit, Irish Son, dat tevens de titel was van een van zijn singles. Later kwamen meerdere singles uit, maar deze werden geen groot succes. Het leidde zelfs tot een contractbreuk met Sony BMG, die McFadden ontsloeg vanwege slechte verkoopresultaten van zijn albums.
In maart 2007 werd bekend dat McFadden terug wilde keren bij Westlife, omdat zijn solocarrière was geflopt en hij was ontslagen door zijn platenmaatschappij. Shane, Mark, Kian en Nicky lieten echter weten zo te zijn ingespeeld op elkaar, dat Brian niet meer terug hoefde te komen. Ze verklaarden aan New! Magazine direct na zijn vertrek "veranderingen doorgevoerd te hebben, waardoor ze een andere band met andere muziekstijlen zijn geworden. Daarbij is geen plaats meer voor Brian".

### Nieuw tijdperk en einde (2005-2012)
Het eerste album dat daarna uitkwam, Allow us to be Frank, is een ode aan de Rat Pack, maar werd in Nederland geen succes. In oktober 2005 verscheen het album Face to Face, met de singles You raise me up, When you tell me that you love me (een duet met Diana Ross), en Amazing, die geen van alle de Nederlandse Top 40 halen. You raise me up was echter een grote hit in Ierland en het Verenigd Koninkrijk, waar het twee weken op 1 stond.
In november 2006 kwam The love album uit, waarop ook een duet met Delta Goodrem: All out of love. Zij had een relatie met oud-bandlid Brian McFadden. De single The rose, een cover van de hit van Bette Midler, werd een nummer 1-hit in het Verenigd Koninkrijk.
In 2007 verscheen een nieuw album, Back home, met daarop onder meer het nummer Home. In 2008 bestond Westlife tien jaar. Ter ere daarvan verscheen het boek 'Westlife: Our Story'. In 2011 werden hun albums Coast to coast en World of my own als dubbel-cd uitgebracht.
In 2012 hield de band op te bestaan. In dat jaar maakten ze wel nog een laatste tournee. Op 23 juni 2012 gaf Westlife zijn allerlaatste concert in Croke Park Dublin. Het concert was ook wereldwijd live te volgen in de cinema.

### Reünie (2018-heden)
In de herfst van 2018 kwam Westlife weer bijeen. Het betreft de samenstelling zoals die was bij de breuk zes jaar eerder, dus zonder Brian McFadden. De groep kondigde nieuwe muziek en een concerttour aan. De eerste single sinds 2011 was getiteld Hello my love en verscheen in januari 2019.

## Discografie

### Albums
| Album met eventuele hitnotering(en) in de Nederlandse Album Top 100 | Datum van verschijnen | Datum van binnenkomst | Hoogste positie | Aantal weken | Opmerkingen          |
| ------------------------------------------------------------------- | --------------------- | --------------------- | --------------- | ------------ | -------------------- |
| Westlife                                                            | 01-11-1999            | 06-11-1999            | 8               | 29           | Goud                 |
| Coast to coast                                                      | 10-11-2000            | 11-11-2000            | 13              | 48           | Goud                 |
| World of our own                                                    | 12-11-2001            | 17-11-2001            | 10              | 38           | Goud                 |
| Unbreakable: The greatest hits - Vol.1                              | 08-11-2002            | 16-11-2002            | 3               | 29           | Verzamelalbum / Goud |
| Turnaround                                                          | 24-11-2003            | 06-12-2003            | 33              | 17           |                      |
| Allow us to be Frank                                                | 08-11-2004            | 13-11-2004            | 32              | 11           |                      |
| Face to face                                                        | 28-10-2005            | 05-11-2005            | 30              | 3            |                      |
| The love album                                                      | 17-11-2006            | 09-12-2006            | 49              | 8            |                      |
| Back home                                                           | 02-11-2007            | 10-11-2007            | 48              | 1            |                      |
| Gravity                                                             | 19-11-2010            | 27-11-2010            | 76              | 1            |                      |
| Greatest hits                                                       | 18-11-2011            | 26-11-2011            | 64              | 1            | Verzamelalbum        |
| "Wild dreams"                                                       | 26-11-2021            | 04-12-2021            | 46              | 1            |                      |

| Album met hitnotering(en) in de Vlaamse Ultratop 200 albums | Datum van verschijnen | Datum van binnenkomst | Hoogste positie | Aantal weken | Opmerkingen   |
| ----------------------------------------------------------- | --------------------- | --------------------- | --------------- | ------------ | ------------- |
| Westlife                                                    | 01-11-1999            | 06-11-1999            | 5               | 19           |               |
| Coast to coast                                              | 10-11-2000            | 18-11-2000            | 17(3wk)         | 19           |               |
| World of our own                                            | 12-11-2001            | 24-11-2001            | 8               | 8            |               |
| Unbreakable - the greatest hits vol.1                       | 11-11-2002            | 23-11-2002            | 27              | 11           | Verzamelalbum |
| Turnaround                                                  | 24-11-2003            | 06-12-2003            | 78              | 2            |               |
| Allow us to be Frank                                        | 08-11-2004            | 27-11-2004            | 25              | 12           |               |
| Face to face                                                | 28-10-2005            | 28-01-2006            | 71              | 3            |               |
| Spectrum                                                    | 15-11-2019            | 23-11-2019            | 53              | 1            |               |

### Singles
| Single met eventuele hitnotering(en) in de Nederlandse Top 40 | Datum van verschijnen | Datum van binnenkomst | Hoogste positie | Aantal weken | Opmerkingen                                    |
| ------------------------------------------------------------- | --------------------- | --------------------- | --------------- | ------------ | ---------------------------------------------- |
| Swear it again                                                | 04-1999               | 15-05-1999            | 23              | 5            | Nr. 27 in de Single Top 100                    |
| If I let you go                                               | 09-08-1999            | 11-09-1999            | 20              | 12           | Nr. 19 in de Single Top 100                    |
| Flying without wings/I have a dream                           | 1999                  | 04-12-1999            | 19              | 10           | met BoA (2002) Nr. 17 in de Single Top 100     |
| Fool again                                                    | 03-04-2000            | 29-04-2000            | 13              | 5            | Nr. 23 in de Single Top 100                    |
| Against all odds (Take a look at me now)                      | 15-09-2000            | 07-10-2000            | 35              | 2            | met Mariah Carey / Nr. 29 in de Single Top 100 |
| My love                                                       | 30-10-2000            | 11-11-2000            | 10              | 12           | Nr. 9 in de Single Top 100                     |
| I lay my love on you                                          | 09-03-2001            | 17-03-2001            | 20              | 6            | Nr. 12 in de Single Top 100                    |
| Uptown girl                                                   | 16-04-2001            | 05-05-2001            | 3               | 12           | Nr. 2 in de Single Top 100                     |
| When you're looking like that                                 | 27-07-2001            | 11-08-2001            | 32              | 4            | Nr. 23 in de Single Top 100                    |
| Queen of my heart                                             | 05-11-2001            | 17-11-2001            | 18              | 9            | Nr. 12 in de Single Top 100                    |
| World of our own                                              | 18-02-2002            | 23-03-2002            | 34              | 5            | Nr. 29 in de Single Top 100                    |
| Bop bop baby                                                  | 20-05-2002            | 01-06-2002            | 21              | 4            | Nr. 23 in de Single Top 100                    |
| Unbreakable                                                   | 04-11-2002            | 16-11-2002            | 18              | 7            | Nr. 19 in de Single Top 100                    |
| Tonight                                                       | 24-03-2003            | 22-02-2003            | tip8            | -            | Nr. 55 in de Single Top 100                    |
| Hey whatever                                                  | 15-09-2003            | 27-09-2003            | tip6            | -            | Nr. 30 in de Single Top 100                    |
| Mandy                                                         | 17-11-2003            | 29-11-2003            | tip2            | -            | Nr. 27 in de Single Top 100                    |
| Obvious                                                       | 01-03-2004            | 13-03-2004            | tip12           | -            | Nr. 44 in de Single Top 100                    |
| ...Ain't that a kick in the head                              | 05-11-2004            | 20-11-2004            | tip12           | -            | Nr. 41 in de Single Top 100                    |
| You raise me up                                               | 21-10-2005            | 19-11-2005            | tip13           | -            | Nr. 47 in de Single Top 100                    |
| When you tell me that you love me                             | 2005                  | -                     | -               | -            | met Diana Ross / Nr. 45 in de Single Top 100   |
| Helly my love                                                 | 11-01-2019            | 19-01-2019            | tip19           | -            |                                                |

| Single met hitnotering(en) in de Vlaamse Ultratop 50 | Datum van verschijnen | Datum van binnenkomst | Hoogste positie | Aantal weken | Opmerkingen                 |
| ---------------------------------------------------- | --------------------- | --------------------- | --------------- | ------------ | --------------------------- |
| Swear it again                                       | 19-04-1999            | 22-05-1999            | 10              | 14           | Nr. 10 in de Radio 2 Top 30 |
| If I let you go                                      | 09-08-1999            | 04-09-1999            | 7(3wk)          | 15           | Nr. 7 in de Radio 2 Top 30  |
| Flying without wings                                 | 18-10-1999            | 04-12-1999            | 7(2wk)          | 16           | Nr. 7 in de Radio 2 Top 30  |
| Fool again                                           | 03-04-2000            | 15-04-2000            | 38              | 4            |                             |
| Against all odds                                     | 15-09-2000            | 14-10-2000            | 50              | 1            | met Mariah                  |
| My love                                              | 30-10-2000            | 11-11-2000            | 6               | 13           | Nr. 6 in de Radio 2 Top 30  |
| I lay my love on you                                 | 09-03-2001            | 10-02-2001            | 35              | 3            |                             |
| Uptown girl                                          | 30-03-2001            | 28-04-2001            | 5               | 14           | Nr. 2 in de Radio 2 Top 30  |
| When you're looking like that                        | 27-07-2001            | 11-08-2001            | 19              | 9            | Nr. 22 in de Radio 2 Top 30 |
| Queen of my heart                                    | 05-11-2001            | 17-11-2001            | 14(3wk)         | 12           | Nr. 8 in de Radio 2 Top 30  |
| World of our own                                     | 05-11-2002            | 23-02-2002            | tip3            | -            |                             |
| Bop bop baby                                         | 20-05-2002            | 08-06-2002            | 50              | 1            | Nr. 21 in de Radio 2 Top 30 |
| Unbreakable                                          | 05-11-2002            | 16-11-2002            | 10              | 14           | Nr. 7 in de Radio 2 Top 30  |
| Tonight                                              | 24-03-2003            | 15-03-2003            | tip4            | -            | Nr. 29 in de Radio 2 Top 30 |
| Hey whatever                                         | 15-09-2003            | 27-09-2003            | tip6            | -            |                             |
| Mandy                                                | 17-11-2003            | 20-12-2003            | 50              | 1            |                             |
| Obvious                                              | 01-03-2004            | 13-03-2004            | tip15           | -            |                             |
| ...ain't that a kick in the head                     | 06-01-2005            | 20-11-2004            | 47              | 1            | Nr. 27 in de Radio 2 Top 30 |
| You raise me up                                      | 21-10-2005            | 12-11-2005            | tip3            | -            |                             |
| Hello my love                                        | 11-01-2019            | 19-01-2019            | tip27           | -            |                             |
| Starlight                                            | 14-10-2021            |                       |                 |              |                             |

### Dvd's
| Dvd's met hitnoteringen in de DVD Top 30             | Datum van verschijnen' | Datum van binnenkomst | Hoogste positie | Aantal weken | Opmerkingen |
| ---------------------------------------------------- | ---------------------- | --------------------- | --------------- | ------------ | ----------- |
| The greatest hits tour - Live from M.E.N. Arena      | 2003                   | 15-11-2003            | 18              | 1            |             |
| The turnaround tour - Live from the Globe, Stockholm | 2004                   | 27-11-2004            | 20              | 2            |             |
| 10 years Westlife - Live at Croke park Stadium       | 2008                   | 29-11-2008            | 14              | 1            |             |
| The where we are tour - Live from the O2             | 2010                   | 04-12-2010            | 14              | 1            |             |
| The Farewell Tour - Live At Croke Park               | 2012                   | -                     |                 |              |             |

- Bibsys: 2004608
- Bibliothèque nationale de France: cb140296061 (data)
- Gemeinsame Normdatei: 3049770-X
- International Standard Name Identifier: 0000 0001 1088 3140
- Library of Congress Control Number: nr00020751
- MusicBrainz: 5f000e69-3cfd-4871-8f1b-faa7f0d4bcbc
- Nationale Bibliotheek van Tsjechië: ko2004230685
- Nationale bibliotheek van Australië: 42203141
- Nationale Bibliotheek van Israël: 987007410117905171
- Système universitaire de documentation: 08230484X
- Virtual International Authority File: 132283213